# Bert Karlsson
Bert Willis Karlsson (ur. 21 czerwca 1945) – szwedzki przedsiębiorca, polityk i osobowość telewizyjna, deputowany do Riksdagu, współzałożyciel Nowej Demokracji.

## Życiorys
Z zawodu przedsiębiorca. Prowadził sklep spożywczy, następnie organizował gry bingo. Założył później wytwórnię płytową Mariann, a w połowie lat 80. utworzył rodzinny park rozrywki Skara Sommarland. W 1991 wraz z Ianem Wachtmeisterem współtworzył prawicową partię pod nazwą Nowa Demokracja, w tym samym roku był jej pierwszym przewodniczącym. W latach 1991–1994 z jej ramienia sprawował mandat posła do Riksdagu.
Angażował się w kolejne przedsięwzięcia biznesowe. W 2008 gazeta „Expressen” wskazywała, że kontrolował kilkanaście przedsiębiorstw działających w sektorze nieruchomości, wydawniczym, muzycznym i rozrywkowym. W późniejszych latach zajął się też prowadzeniem ośrodków dla azylantów.
Prowadził program Fame Factory w stacji TV3. W latach 2007–2011 był jurorem w talent show Talang.